# Kiew-Kyrill-Wohnplatz
Der Kiew-Kyrill-Wohnplatz (ukrainisch Кирилівська стоянка, Києво-кирилівська стоянка) ist eine archäologische Fundstätte mit der ältesten Siedlung auf dem Gebiet des heutigen Kiew.
Der Kiew-Kyrill-Wohnplatz ist auf Beschluss Nr. 1761 des Ministerkabinetts der Ukraine von 27. Dezember 2001 ein Denkmal der Archäologie (Altsteinzeit).

## Fundplatz
An einem hoch über dem Dnepr verlaufenden, 150 m langen und 50 m breiten Felsvorsprung entdeckte 1893 der aus Böhmen stammende Archäologe Wikentij Chwoika zwei Kulturschichten. Der Fundplatz liegt heute auf der Kyryliwska-Straße (вул. Кирилівська) Nr. 59 bis 61 im Kiewer Stadtteil Podil.

## Funde
Auf einer Grabungsfläche von etwa 10.000 m² befand sich in 2 cm bis 50 cm Tiefe eine erste Schicht mit Resten von Feuerstellen, etwa 300 Werkzeugen aus Feuerstein sowie unter anderem Knochen vom Höhlenbär, Wolf, Vielfraß und Hyäne.
In der darunter, in einer Tiefe von etwa 30 Metern unter heutigen Niveau, liegenden Schicht fand Wikentij Chwoika Überreste einer langfristigen Siedlung der Magdalénien-Kulturstufe. Der bekannteste Fund ist ein mit Ornamenten verzierter Mammutstoßzahn.
Die Funde befinden sich im Nationalen Historischen Museum der Ukraine und teilweise im Museum der Geschichte Kiews.